# Lepthyphantes kekenboschi
Lepthyphantes kekenboschi este o specie de păianjeni din genul Lepthyphantes, familia Linyphiidae, descrisă de Bosmans, 1979.
Este endemică în Kenya. Conform Catalogue of Life specia Lepthyphantes kekenboschi nu are subspecii cunoscute.